# Дудорово (Тверская область)
Ду́дорово — деревня в Торжокском районе Тверской области. На начало 2008 года население — 59 жителей. Относится к Ладьинскому сельскому поселению. До 2005 года была центром Дудоровского сельского округа.
Расположено на реке Короже в 40 км к югу от города Торжка. До посёлка и станции Высокое — 9 км.

## История
В конце XIX-начале XX века деревня Дудорово относилась к Буконтовскому приходу Дарской волости Старицкого уезда Тверской губернии. В 1859 году в деревне 30 дворов, 389 жителей, в 1886 — 61 двор, 308 жителей.
В 1921 году Дудорово — центр одноимённого сельсовета Дарской волости Старицкого уезда, в 1925 году — Высоковской волости Новоторжского уезда.
В 1997 году — 26 хозяйств, 78 жителей. Центральная усадьба колхоза им. С. М. Кирова, администрация сельского округа, начальная школа, отделение связи, дом досуга, библиотека, фельдшерский пункт, магазин.

## Население
| 1859 | 1886 | 1997 | 2002 | 2010 |
| ---- | ---- | ---- | ---- | ---- |
| 235  | ↗389 | ↘78  | ↘67  | ↘61  |